# Hannu Rajaniemi (écrivain)
Pour les articles homonymes, voir Hannu Rajaniemi.
Œuvres principales
- Le Voleur quantique

Hannu Rajaniemi, né le 9 mars 1978 à Ylivieska, est un écrivain finlandais de science-fiction et de fantasy, écrivant en finnois et en anglais.

## Biographie
Rajaniemi est né à Ylivieska, Finlande, en 1978. Il détient un BSc (Baccalauréat universitaire) en Mathématiques de l'Université d'Oulu, un Certificat d'études avancées en Mathématiques de l'Université de Cambridge et un Doctorat en physique mathématique de l'Université d’Édimbourg. 

## Œuvres

### SérieJean le Flambeur
1. Le Voleur quantique, Bragelonne, 2013 ((en) The Quantum Thief, 2010), trad. Claude Mamier  (ISBN 978-2-35294-627-4)
2. (en) The Fractal Prince, 2012
3. (en) The Causal Angel, 2014

### Romans indépendants
- Summerland, ActuSF, coll. « Perles d'épice », 2022 ((en) Summerland, Gollancz, 2018), trad. Annaïg Houesnard  (ISBN 978-2-37686-475-2)Réédition, Gallimard, coll. « Folio SF » no 745, 2024, 416 p. (ISBN 978-2-07-298953-7)

### Recueils de nouvelles
- (en) Words of Birth and Death, 2006
- (en) Hannu Rajaniemi: Collected Fiction, Tachyon Publications, 2015Réédition sous le titre Invisible Planets : Collected Fiction, Gollancz, 2017

### Nouvelles traduites en français
- La Voix de son maître, 2011 ((en) His Master's Voice, 2008), trad. Florence DolisiParue dans la revue Angle mort no 4
- Le Serveur et la Dragonne, 2021 ((en) The Server and the Dragon, 2010), trad. Apophis et Erwann PerchocParue dans la revue Bifrost no 101, Le Bélial'
- Tyché et les Fourmis, 2019 ((en) Tyche and the Ants, 2012), trad. Laurent QueyssiParue dans la revue Bifrost no 95, Le Bélial'